# Revue française de sociologie
 (décembre 2019).
Fondée en 1960 par Jean Stoetzel, la Revue française de sociologie publie des articles scientifiques en sociologie.
Une étude bibliométrique conduite par le département scientifique "Sciences de l'Homme et de la Société" du Centre national de la recherche scientifique, Paris, dont les résultats sont publiés dans le Bulletin de ce département, no 69, mai 2004, place la Revue française de sociologie au premier rang des revues françaises ayant une notoriété internationale.

## Directeurs de la publication
- Direction (2023)
  - Catherine Comet et Michel Dubois[1]

- Anciens directeurs[2]
  - Jean Stoetzel, 1960-1987
  - Jean-Daniel Reynaud, 1985-1993
  - Raymonde Moulin, 1993-1998
  - Philippe Besnard, 1998-2003
  - Mohamed Cherkaoui, 2003-2006
  - Emmanuèle Reynaud, 2006-2009
  - Olivier Galland, 2010-2014
  - Pierre-Michel Menger, 2010-2014
  - Denis Segrestin, 2010-2014
  - Louis-André Vallet, 2014-2020
  - Sophie Dubuisson-Quellier, 2020-2023

## Voir également